# Надгробный памятник Касум-беку Закиру
Надгробный памятник Касум-беку Закиру — бюст, установленный в городе Шуша, в честь азербайджанского поэта Касум-бека Закира. Был разрушен после оккупации города Шуша в 1992 году.

## История
В связи с 200-летием со дня рождения азербайджанского поэта Касум-бека Закира по специальному решению ЦК Компартии Азербайджана на могиле поэта был установлен памятник. Бронзовый бюст был изготовлен скульптором Намик Дадашовым в 1984 году. Могила поэта расположена на кладбище Мирза Хасана, которое является одним из трех мусульманских кладбищ города Шуша.
Первоначально на могиле поэта была Тюрбе, затем же был установлен надгробный памятник.
Надгробие Касум-бека Закира находится на небольшой возвышенности — в местности, принадлежащей роду Джаваншир. Могилы известных людей, живших в XIX веке, погребенных вокруг могилы Касум-бека Закира, были отреставрированы.
В 1992 году могильный памятник был разрушен после оккупации города Шуша вооружёнными силами Армении. После того, как азербайджанская армия восстановила контроль над городом, азербайджанские военнослужащие обнаружили надгробный памятник Закиру разрушенным.
Памятник зарегистрирован Министерством культуры и туризма Азербайджанской Республики как памятник истории и культуры национального значения.